# جائحة فيروس كورونا في ناميبيا
توثق هذه المقالة آثار جائحة فيروس كورونا 2019-2020 في ناميبيا، وقد لا تتضمن جميع الاستجابات والتدابير والإجراءات الرئيسية حتى الآن.

## خلفية
في 12 يناير 2020، أكدت منظمة الصحة العالمية (WHO) أن فيروس تاجي جديد كان سببًا لمرض تنفسي لمجموعة من الأشخاص في مدينة ووهان، مقاطعة خوبي، الصين، والذين كانوا قد لفتوا انتباه منظمة الصحة العالمية في البداية في 31 ديسمبر 2019. رُبطت هذه المجموعة في البداية بسوق هوانان للمأكولات البحرية بالجملة في مدينة ووهان. ومع ذلك، فإن بعض الحالات الأولى التي أظهرت نتائج مختبرية لا صلة لها بالسوق، فمصدر الوباء غير معروف.
على عكس السارس لعام 2003، كانت نسبة إماتة الحالات لـ كوفيد-19  أقل بكثير، لكن انتقال العدوى كان أكبر بكثير، مع إجمالي عدد الوفيات. عادة ما يظهر كوفيد-19 في حوالي سبعة أيام بأعراض شبيهة بالإنفلونزا يُظهرها بعض الأشخاص حيث تتطور إلى أعراض الالتهاب الرئوي الفيروسي الذي يتطلب الدخول إلى المستشفى. اعتبارًا من 19 مارس، أصبح كوفيد-19 يُصنف على أنه «مرض معدي عالي الأثر».

## الجدول الزمني
- في 14 مارس 2020، أبلغت ناميبيا عن أول إصابة مؤكدة،[6] كانوا زوجين رومانيين وصلوا إلى ويندهوك من إسبانيا عبر الدوحة، قطر، في 11 مارس. وقد تم فحصهم لدى وصولهم إلى مطار ويندهوك الدولي لكن لم تظهر عليهم أي أعراض في ذلك الوقت.[7]

- في 19 مارس، سُجلت حالة ثالثة. وهي مواطن ألماني يبلغ من العمر 61 عامًا، وصل إلى ناميبيا في 13 مارس، وُضع في الحجر وحالته مستقرة. كما هو الحال مع الزوجين الرومانيين، قامت السلطات بمتابعة مخالطي المرضى واختبارهم.
- في 25 مارس، بلغ العدد الإجمالي للحالات سبع حالات، يُعتقد أن إحداها كانت عن انتقال محلي.[6]
- في 28 مارس، بلغ العدد الإجمالي للحالات 11 حالة، حيث أن جميع الحالات الجديدة متعلقة بمسافرين.[8]
- في 6 أبريل، كانت هناك 16 حالة و 3 حالات تعافي. بحلول ذلك الوقت، أجري 362 اختبارًا، 206 من قبل الحكومة الناميبية من خلال معهد ناميبيا لعلم الأمراض (NIP)، و 156 في مختبرات جنوب إفريقيا.[9]

## الآثار والتدابير الوقائية

### الإجراءات الحكومية
في 14 مارس، في أول رد فعل أوقفت الحكومة السفر الجوي من وإلى قطر وإثيوبيا وألمانيا لمدة 30 يومًا. كما أُغلقت جميع المدارس العامة والخاصة لمدة شهر، وحُظرت التجمعات الكبيرة. وشمل ذلك الاحتفالات بالذكرى الثلاثين لاستقلال ناميبيا في 21 مارس 2020. كما أُغلقت المكتبات والمتاحف والمعارض الفنية.
في 17 مارس، أعلن الرئيس هاكه كينكوب حالة الطوارئ كأساس قانوني لتقييد الحقوق الأساسية، مثل التنقل والتجمع بحرية، التي يكفلها الدستور. حُظرت التجمعات الكبيرة على 50 شخصًا أو أكثر.
اعتبارًا من 27 مارس، أُعلن عن إغلاق لمدة 21 يومًا لأقاليم إيرونغو وخوماس. مُنع السفر بين الأقاليم، باستثناء البلدات ركاب من أوكاهانديا وريهوبوث. عُلقت جلسات البرلمان لنفس الفترة، وأغلقت الحانات والأسواق. أعيد تعريف «التجمعات الكبيرة» لعشرة أشخاص. وُضح لاحقًا أن إغلاق الحانات ينطبق على كل ناميبيا وليس فقط المناطق الخاضعة للإغلاق.
أُعيد توصيل إمدادات المياه للأسر التي قُطع عنها بسبب عدم الدفع. وأدى ذلك إلى وجود اصطفاف حشود كبيرة في المكاتب البلدية في ويندهوك، مما تسبب في القلق بشأن انتهاك الابعد الاجتماعي.
في 14 أبريل مُدّدت فترة الإغلاق حتى 4 مايو. وتشمل الآن رسميًا جميع الأقاليم، على الرغم من أن أمر البقاء في المنزل قد طبق بالفعل في جميع أنحاء البلاد. عُدلت بعض شروط الإغلاق، مثل اعتبار الصيد الآن خدمة أساسية، والسماح للأسواق المفتوحة وكذلك التجارة غير الرسمية بالعمل. رُصدت منحة دخل طارئة لتوزيع 750 دولارًا نامييًا لكل شخص فقد الدخل أو يواجه ظروفًا صعبة أخرى بسبب الإغلاق. تقدم 350 ألف شخص للحصول على هذه المنحة.

### التأثير على المجتمع
بسبب المعلومات الغامضة الواردة من الحكومة، نشأت موجة قصيرة من عمليات هلع الشراء في الأسبوع الأخير من شهر مارس في منطقة إيرونغو والمحلات المختارة في ويندهوك.
بسبب الإغلاق، انخفضت معدلات الجريمة  وحوادث الطرق بشكل ملحوظ.